# Карел Шварценберг
Карел Шварценберг (на чешки: Karel Schwarzenberg) е чешки политик от партията ТОП 09 (преди това от Съюз на свободата - Демократичен съюз през 2002 – 2007 година и от Граждански демократичен алианс през 1989 – 2002 година).
Той е министър на външните работи през периодите 2007 – 2009 и 2010 – 2013 година. Гражданин на Чехия и на Швейцария.
Шварценберг е роден на 10 декември 1937 година в Прага в благородническо семейство и по-късно наследява титлата принц на Шварценберг. През 1948 година семейството му емигрира в Австрия. Учи право и горско стопанство във Виена, Мюнхен и Грац.
През 1990 година се връща в Чехия, където се включва в политическия живот. Той е съветник на президента Вацлав Хавел, а след това е избиран за сенатор (2004 – 2010) и депутат в долната камара на парламента – от 2010 г. През 2007 – 2009 година е външен министър в кабинета на Мирек Тополанек, а от 2010 година – в кабинета на Петър Нечас.
През 2013 година Карел Шварценберг се кандидатира за президент, но губи с 45% от гласовете на втори тур срещу Милош Земан.